# トニーズ
トニーズ（Tonys）は、1960年代後半に活動した日本の音楽グループ。
1964年、松竹大船撮影所において三上真一郎と新人俳優の荒木健太（新城健史・トニー荒木）、栗原喜明、秋元栄次郎、杉本哲章をメンバーとしたバンド「ザ・ダイアモンズ」として結成されたのがその始まりである。一時、田村正和や竹脇無我なども参加した。後に三上を抜いた4人はトニーズと改名。1966年、ビクターレコードより「吉永小百合とトニーズ」として『勇気あるもの』をリリースする。当時はオリコンチャート開始前であったが、ミリオンセラーとなったとする資料もある。B面の『海に泣いてる』はトニーズのみが歌っている曲である。

## 概要
松竹映画退社後ホリプロと契約。1966年のデビュー作『勇気あるもの』は、ビクターレコード・ヒット賞など数々の賞を受ける。
トニーズはその後日本テレビ系列で放送された『吉永小百合ショー』にレギュラー出演、数々のヒット曲を歌う。1966年のNHK紅白歌合戦に吉永小百合とともに出場し、『勇気あるもの』を歌った。また当時の人気テレビ番組『ロッテ 歌のアルバム』『夜のヒットスタジオ』『ヤング720』などにも多数出演し、その人気を高めていった。
演奏曲目やスタイルは完全にグループ・サウンズであったにも拘らず、デビュー作品がフォーク・ソングイメージだったため、このバンドとしてのカテゴライズが中途半端であったことは否めない。初の単独シングル『愛のペンダント』、再び吉永と歌った『愛の世界』もヒットしたが、それ以降はヒットに恵まれなかった。1969年には芝宏二を加え「ザ・リバティーズ」と改名して『渚に消えた恋』、1970年には「ファイブ・ジャックス」と改名して『めぐり逢うのが遅すぎた』、1971年には「新城健とブルー・シャンデリー」と改名して『さいはての女』を歌うがいずれもヒットせず、日本での活動を終えた。
その後は旧名に復してアメリカ合衆国のハワイ州で活動し、1975年に『夜の虹』『何故』をリリース。またハワイでは日本デビュー前のサンディーと組んで活動したこともあり、サンディーのハワイでのデビュー曲『ペルシャ猫は恋泥棒』はトニー荒木の作曲である。またトニー荒木は2013年に自身のCD『赤いレイ』『ラナイへ出てコーヒーのもうよ』『小さな幸せ』をリリース、アラモアナ・白木屋にて発売、ラジオK-ZOOなどに多数出演している。さらに荒木は2019年から2020年にかけて、真珠湾攻撃時のハワイ・ローカルの若者たちを題材にした小説「ホノルル１９４１」を、ハワイの日系紙「ハワイ報知新聞」に159回にわたって連載した。トニー荒木の実の娘はジュリアナクィーン荒木師匠こと荒木久美子。

## ディスコグラフィー

### シングル
- SV-483 勇気あるもの　吉田正作曲・佐伯孝夫作詞（ビクター・レコード）
  - B面 海に泣いてる　吉田正作曲・佐伯孝夫作詞
- SV-517 愛のペンダント　秋元秀泰（栄次郎）作詞作曲
  - B面 淋しいなんて　新城健史作曲・阿久悠作詞
- SV-542 夕焼けの砂浜　杉本哲章作詞作曲
  - B面 海はふるさと　新城健史作曲・寺本圭一作詞
- SV-562 愛の世界　吉田正作曲・佐伯孝夫作詞
  - B面 恋人たち　吉田正作曲・佐伯孝夫作詞
- SV-578 アカプルコの娘　鈴木邦彦作曲・なかにし礼作詞
  - B面 そよ風とトニーズ　キダ・タロー作詞作曲
- アニメ主題歌　がんばれ!マリンキッド　塚原晢夫作曲・白鳥朝詠作詞
  - B面 ネプティーナのワルツ（西六郷少年少女合唱団）
- ザ・リバティーズ　渚に消えた恋　水野彰作曲　秋元秀泰（栄次郎）作詞（コロムビア・レコード）
  - B面 愛のペンダント
- ファイブ・ジャックス　めぐり逢うのが遅すぎた　村井邦彦作曲　山上路夫作詞（日本グラモフォン）
  - B面 恋人の楽園
- 新城健とブルー・シャンデリー　さいはての女　牧野昭一作曲　志摩美之作詞（ワーナー・パイオニア・レコード）
  - B面 別れのバラード

### アルバム
- 愛のペンダント（愛のペンダント、海に泣いてる、夕焼けの砂浜、海はふるさと）
- 赤いレイ　(赤いレイ、ラナイへ出てコーヒーのもうよ、小さな幸せ)